# Bataille de Oulart Hill
Rébellion irlandaise de 1798
Batailles
- Ballymore-Eustace
- Naas
- Prosperous
- Kilcullen
- Carlow
- Harrow
- Tara Hill
- Oulart Hill
- Enniscorthy
- Newtownmountkennedy
- Three Rocks
- Bunclody
- Tuberneering
- New Ross
- Antrim
- Arklow
- Saintfield
- Ballynahinch
- Duncairn
- Ovidstown
- Foulksmills
- Vinegar Hill
- Ballyellis

- 1er Killala
- Ballina
- Castlebar
- Collooney
- Ballinamuck
- 2e Killala
- Île de Toraigh

La bataille de Oulart Hill se déroule le 27 mai 1798, pendant la rébellion irlandaise de 1798.

## Déroulement
Le combat se termine sur une victoire des insurgés qui écrasent la milice de Cork. Sur les 110 à 126 miliciens engagés, seuls le colonel Foote, un sergent et trois soldats parviennent à s'enfuir et à se réfugier à Wexford,. Les rebelles comptent quant à eux six tués.